# فندق سالتسجوبادن الكبير
فندق سالتسجوبادن الكبير هو فندق في سالتسجوبادن، السويد. تم بناء الفندق بناء على مبادرة كنوت أغاثون فالنبرغ، وتم افتتاحه في عام 1893 من قبل الملك أوسكار الثاني ملك السويد. بقي الفندق ملكًا لعائلة فالنبرغ Wallenberg حتى عام 1999، عندما اشترته شركة «نورديسك تأجير-Nordisk Renting» وباعته بعدها عام 2002 إلى سلسلة فنادق «هلنان» للدنماركي-المصري، عنان غالالي. في 20 ديسمبر 1938، تم توقيع اتفاقية سالتسجوبادن في الفندق.

## روابط خارجية
- الموقع الرسمي